# أصداف نابية
الأصداف النابيّة أو الأصداف الأسنانيّة أو مجدافية القدم أو زورقيات الأرجل (الاسم العلمي: scaphopods)، هي طائفة من الرخويات. يبلغ طول هذه الأصداف من 0.5 إلى 15 سم. تتواجد مغمورة في الرسوبيات من أعماق متباينة. الاسم الشائع يدل على أن أصداف هذه الحيوانات طويلة ورفيعة أو مستدقة الأطراف مثل ناب الفيل ولكنها مفتوحة من الطرفين. تحتوي على رتبتين وإثنا عشر فصيلة.